# Агафон Чудотворець
Агафон чудотворець Печерський (XIII—XIV століття, Київ) — православний святий, чернець Печерського монастиря, преподобний. Пам'ять 10 вересня і 5 березня.

## Життєпис
Про життя преподобного Агафона відомо з напису на дошці, яка закривала вхід в печеру.
Будучи великим постником, святий сподобився дару молитви, пророцтва та зцілення хворих покладанням на них рук; за одкровенням від Господа, він отримав сповіщення про свою кончину.
Про преподобного в рукописі архієпископа Модеста (Стрільбицького) сказано: “Преподобний Агафон Чудотворець, котрому Господь Бог заради його пісницького життя дав чудотворіння дари, що тільки на котрого хворого, помолившись, поклав руки, – зцілення отримував. Мав же і дар пророцтва, майбутні справи відав, і про смерть свою відав, коли мав приставитися, і де покладений бути [мав]”.
Згідно з антропологічних досліджень святий Агафон представився у віці 30-40 років, ріст мав бл. 156 см.

## Мощі
Мощі чудотворця Агафона спочивають у Дальніх печерах, між мощами преподобних Силуана та Захарія.

В акафісті всім Печерським преподобним про святого сказано: 
|  | «Радуйся, Агафоне, бо на плечах чеснот ти до небес піднятий.» |

.

## Пам'ять
Місцева канонізація Агафона Чудотворця відбулася при встановленні митрополитом Київським святителем Петром (Могилою) у 1643 р. святкування Соборів преподобних отців Дальніх і Ближніх печер.
Загальноцерковне шанування встановлено указами Святійшого Синоду 1762, 1775, 1784 рр., згідно з якими імена ряду Київських святих дозволялося вносити в загальноцерковні місяцеслови. Агафон чудотворець згадується в «Службі преподобних отців Печерських, ихже нетленния мощі в Дальніх печерах спочивають» (2-й тропар 3-й пісні канону): «Агафоне блаженне, благости вещания имените, постников красото, пророче неложный и целителю недужных... настави ны молитвами твоими на путь вечен».